# منشاتس
مَنشاتس (انگلیسی: Manshots) یک مجلهٔ بین‌المللی نقد فیلم و پورنوگرافی همجنسگرایان مرد بود. مطالب این مجله شامل مصاحبه با کارگردانان و بازیگران و عکس‌های عریان بود. این مجله از سال ۱۹۸۸ تا ۲۰۰۱ به صورت دو ماهانه چاپ می‌شد.